# Chondracanthus neali
Chondracanthus neali – gatunek pasożytniczego widłonoga z rodziny Chondracanthidae. Jako pierwszy opisał go w 1930 roku brytyjski zoolog William Harold Leigh-Sharpe (1881–1950). Holotyp (samica z przyczepionym do przedniej części odwłoka samcem) został pozyskany z ryby Malacocephalus laevis złowionej na głębokich wodach przez flotę rybacką u południowo-zachodnich wybrzeży Irlandii. Flota rybacka należała do przyrodnika z Cardiff, M.H. Neale’a, i na jego cześć gatunek został nazwany. Samica mierzyła 9 mm, a samiec zaledwie 0,75 mm.